# Євгена Чикаленка, 33 (Київ)
Буди́нок із ле́вами розташований на вулиці Євгена Чикаленка, 33. Характерний зразок прибуткових будинків Києва кінця ХІХ сторіччя.
Наказом Головного управління охорони культурної спадщини № 10/38-11 від 25 червня 2011 року поставлений на облік пам'яток архітектури та містобудування.

## Будівництво і використання будівлі

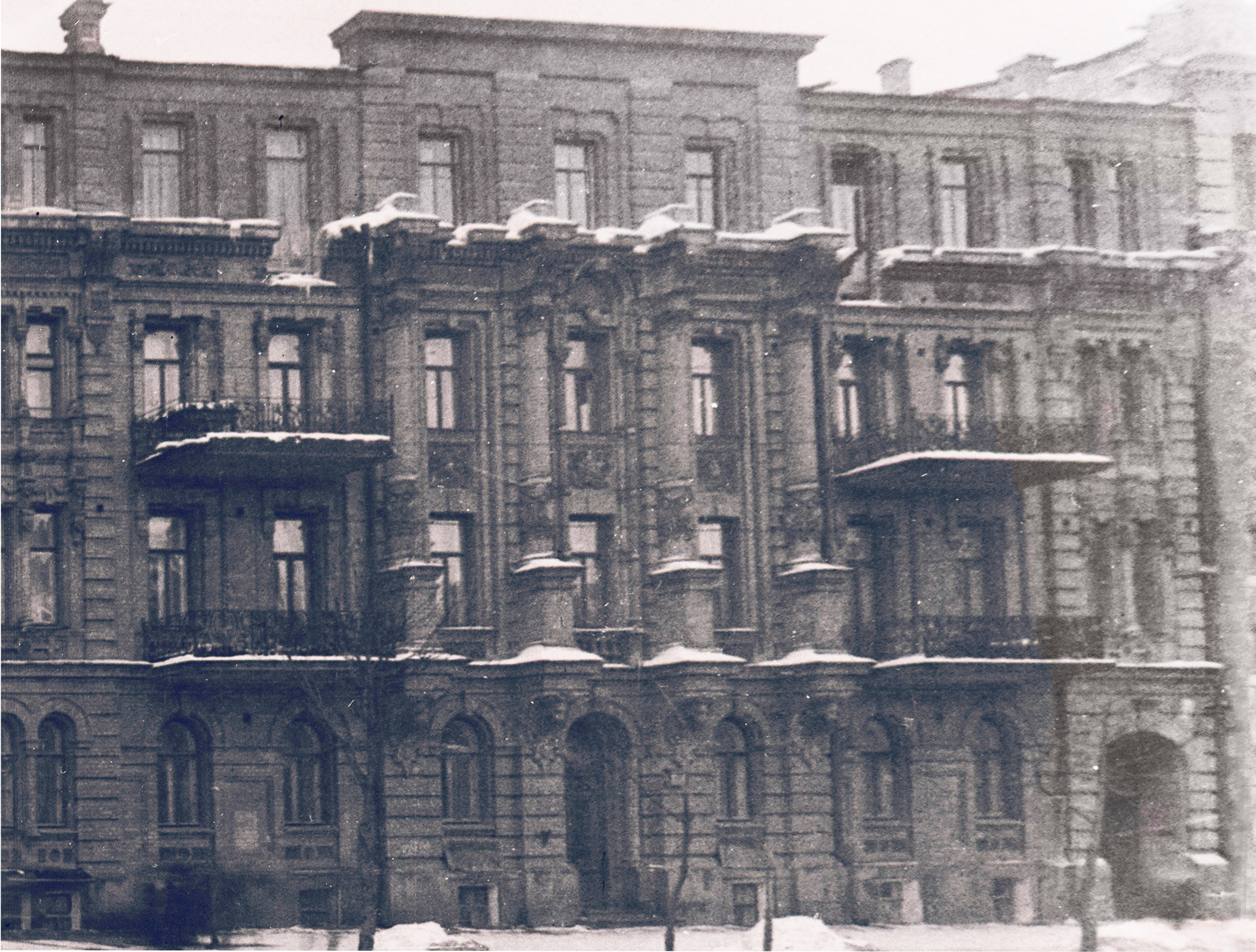
Будинок на фото приблизно 1934 року

Ділянка належала Дар'ї Павловій, дружині начальника Київського жандармського управління генерал-лейтенанта Олександра Павлова. Після своєї відставки генерал замовив у військового інженера Миколи Чекмарьова проєкт на спорудження триповерхового з напівпідвалом будинку. Після смерті Павлова у 1909 році будинок успадкували його нащадки.
У 1922 році будинок націоналізували більшовики.
У 1934—1935 роках надбудовано четвертий поверх.
Станом на 2019 рік фасад будівлі спотворений шкляними балконами, кондиціонерами та вивісками комерційних установ. Перший поверх і напівпідвал займають крамниці.

## Архітектура

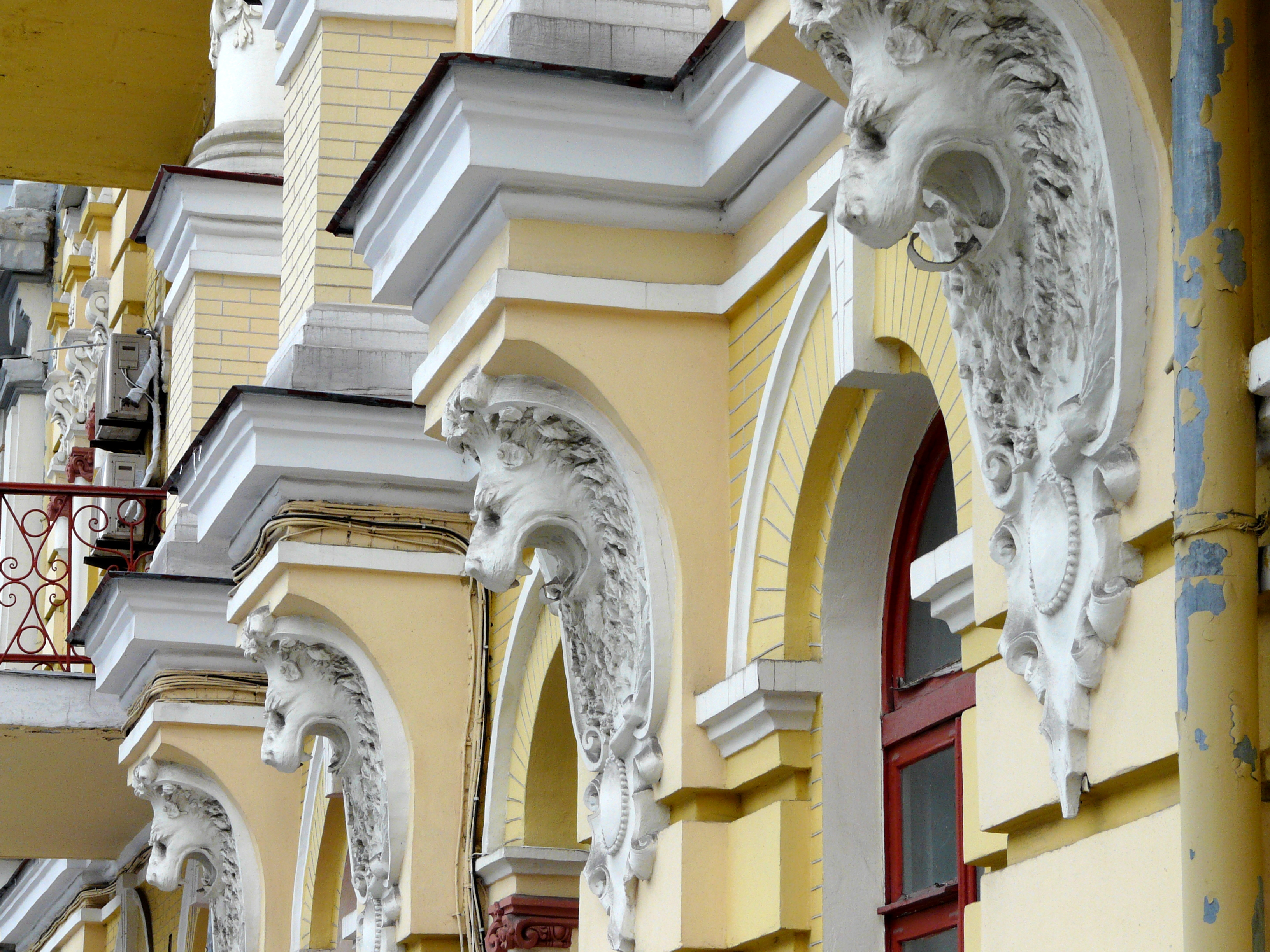
Декор

Чотириповерхова, односекційна, цегляна, тинькована споруда має мансарду, пласкі перекриття і двосхилий бляшаний дах
Вирішений у стилі історизму з неоренесансними елементами.
Головний фасад має симетричну композицію, прикрашений рустом.
Чотири напівколони коринфського ордера з декоративними картушами спираються на п'єдестали з кронштейнами. Зверху на рівні четвертого поверху — скульптурні вази на кожній із напівколон.
На рівні першого поверху — кронштейни напівколон, декоровані лев'ячими маскаронами.
Фасад прикрашено ліпниною, картушем з ініціалами власника будинку, балкони — кованими металевими ґратами.
Вікна першого поверху — напівциркульні, інші — прямокутні із замковим каменем.
Над вікнами другого поверху — фільонки, під ними — ліплені вставки.
Парадні сходи розташовані в центрі. З правого боку — арка проїзду з кованою брамою.

## Галерея

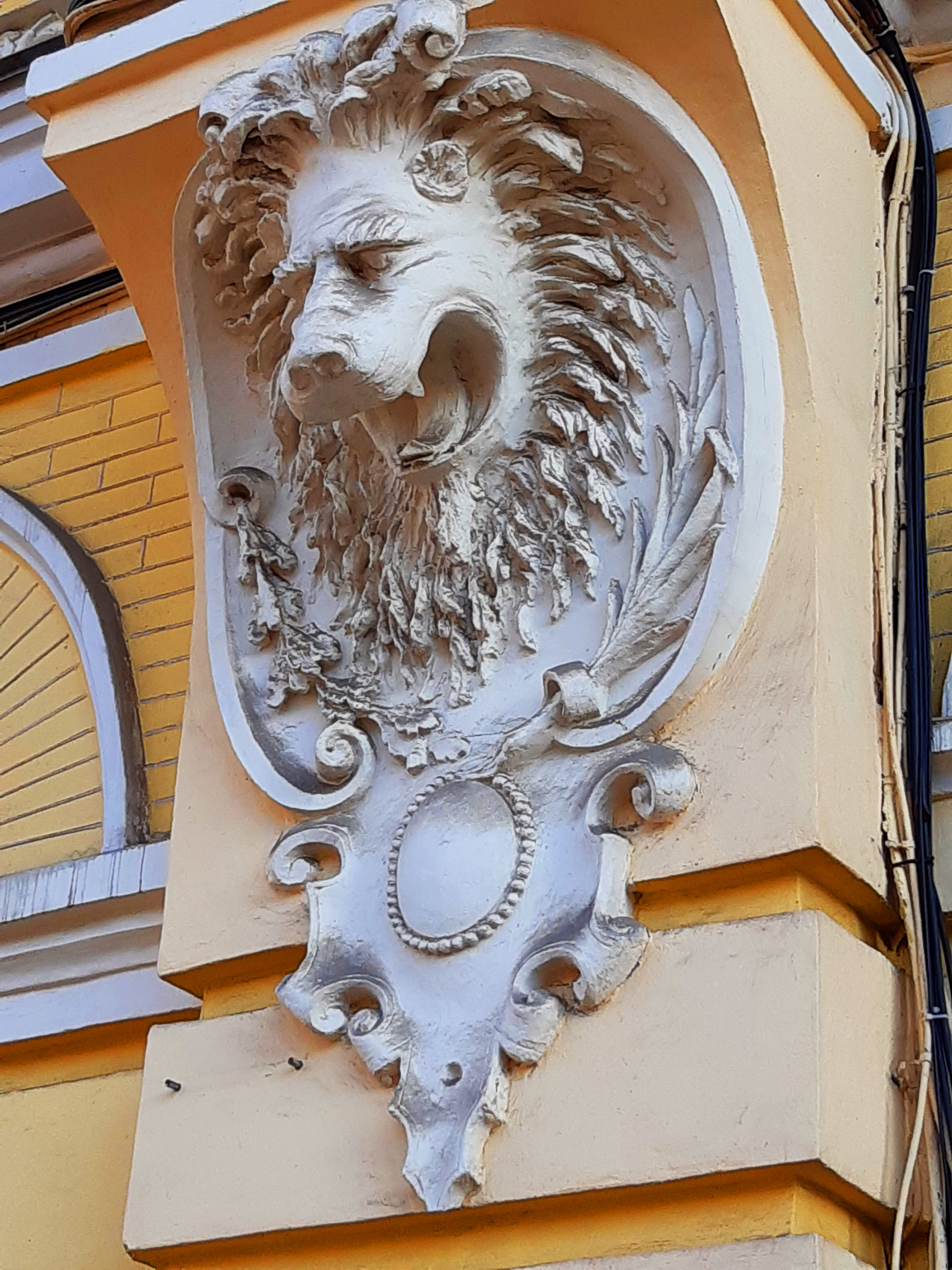
Лев'ячий маскарон
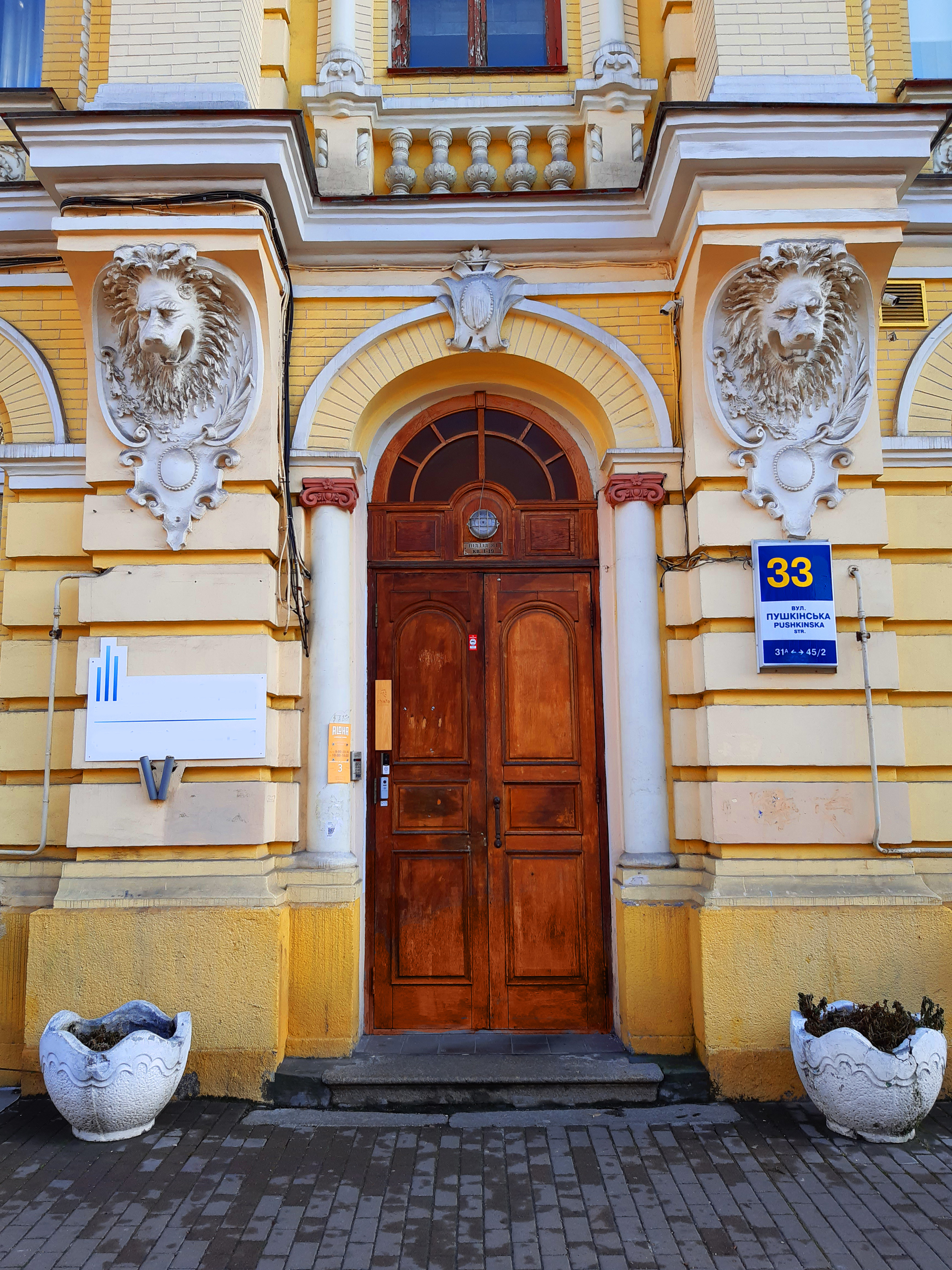
Портал
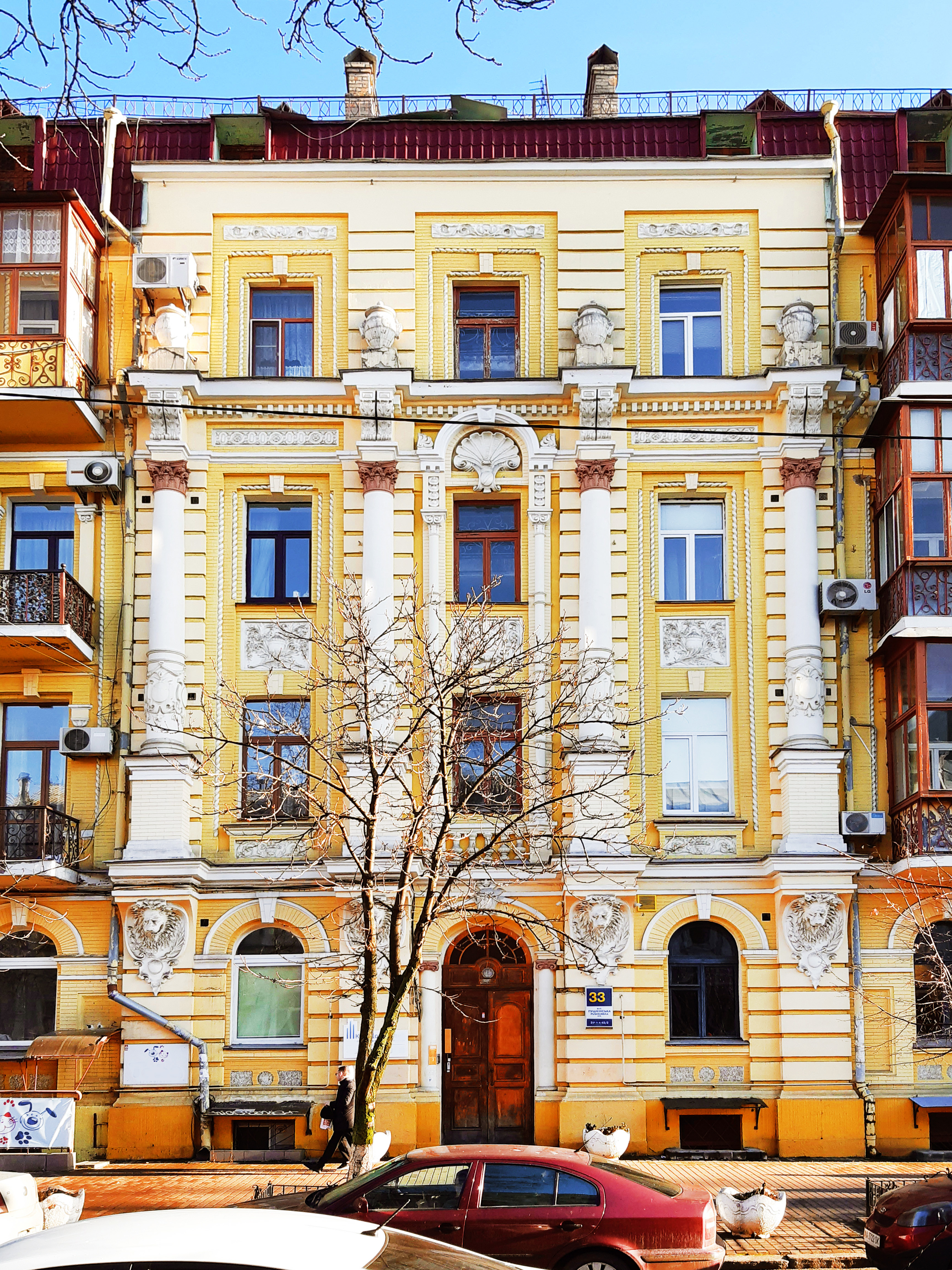
Фасад